# پاکستان استیل میلز
پاکستان استیل میلز (انگلیسی: Pakistan Steel Mills) شرکت دولتی فولاد پاکستانی است، که در سال ۱۹۷۳ تأسیس شد.